# 夢幻西遊
《夢幻西遊》是一款由中國网易公司自行開發並營運的网络游戏。夢幻西游改编自电影《西遊記大結局之仙履奇緣》，透過Q版的人物，試圖營造出浪漫的網路遊戲風格。《梦幻西游》目前拥有注册用户超过2.5億，一共开设收费服务器四百余组。

## 角色及门派

### 人物角色
游戏分为仙族，人族，魔族3个种族，每个种族有6个角色造型，且有6个门派供选择，总共有19个门派
| 人族   | 仙族   | 魔族   |
| ------ | ------ | ------ |
| 剑侠客 | 神天兵 | 巨魔王 |
| 飞燕女 | 舞天姬 | 骨精灵 |
| 逍遥生 | 龙太子 | 虎头怪 |
| 英女侠 | 玄彩蛾 | 狐美人 |
| 巫蛮儿 | 羽灵神 | 杀破狼 |
| 偃无师 | 桃夭夭 | 鬼潇潇 |

## 各种玩法

### 二十八星宿
天宫的28星宿下凡巡视，≥40级的玩家如果玩家对自己的实力有信心，可以3人以上组队找他们挑战。挑战这些天官获胜后可以得到丰厚的奖赏，其中可能有各种增加属性的宝石，还有可能获得生育和领养子女的千年人参和孤儿名册。

### 师门任务
等级≥20级的玩家，可找门派师傅领取，每天前20个师门任务可获得双倍经验金钱奖励。

## 周边系统

游戏内的聊天窗口

游戏中的商业系统和聊天系统最为强大。

### 聊天系统
游戏中的聊天系统分为多个频道，分别为：当前、队伍、帮派、夫妻、团队、世界、门派，传闻和传音。

### 商业
梦幻西游商业系统出色，玩家可以自由交易物品，而且游戏中还有股票交易系统。游戏中玩家可以以虚拟货币购买游戏点数，亦可以以游戏点数换购虚拟货币。具体方式为玩家需要在游戏中固定地点找到对应NPC寄售游戏点卡并对游戏点卡进行定价（货币单位为游戏内的银两，即梦幻币。）

### 藏宝阁
藏宝阁平台是一个由网易公司推出的网络游戏虚拟物品线下交易平台，在藏宝阁购买后，可以从游戏的特定NPC人物取出到游戏世界，其目的为了方便游戏玩家进行以人民币为币种单位购买或贩卖虚拟物品而开发，相比起以前的无系统的一买一卖式交易，此平台有效的减少了虚拟物品诈骗几率并能有效控制帐号盗窃行为而一度受到好评，但也因网易公司对卖家收取的手续费过高而使得不少卖家对此平台抱有异议。
网易于2007年7月31日开始对藏宝阁平台在部分服务器内进行了测试，并与2008年2月19日起在全服开放。

## 颐和园事件
2006年7月4日, 一个网名为“干死小日本”的游戏玩家被网易通知要求更换角色名，但是该玩家拒绝更换，而后网易删除了该玩家的帐号。并解散该玩家创立的“抗日同盟会”。据该玩家称，他的角色当时已144级，并在该游戏上投入数万元。而且网易的删号行为没有事先通知他。出于泄愤，该玩家将事情经过详尽写入论坛。随后，內地爆發罕見的虛擬世界涉及现实世界的抗議事件：网民针对删号事件表示抗议。
有玩家称，在7月7日“七七事变”纪念日，网易将游戏场景“衙门”座椅后的壁纸换为红日放光的图片，酷似日本太阳旗。衙门口的石狮雕像被换为猪的雕像。且游戏登录时有类似“节日庆祝”的提示。随后在各大论坛，QQ群聊室等地方便出现：网易将《梦幻西游》卖给日本人，呼吁退出游戏，抵制日货的言论。

该消息在网民中间迅速传播，不少网友出于确认事实的目的，来到事件发生地“北京一區”「頤和園」伺服器，在七七抗戰紀念日達到高峰。據稱，平時在線人數約2萬人的「頤和園」伺服器上當日在線人數一度超過8萬人。几乎造成该服务器瘫痪。
随后，网易官方人员出面表示：所谓太阳旗是误解，中国古衙门的背景都是这样的图案，民间一般叫《海水朝日图》。石猪事件亦是造谣，并贴出一张声称在事件之前数个月的游戏截图，说石猪只是游戏公司有意的调侃，在游戏设计之初就存在，不涉及临时修改问题。官方也在事情发生后不久认识到所谓“节日庆祝”提示是系统漏洞，并迅速将其改为关于抗战的资料。
事后证实，除删号事件外的言论都没有根据。对于删号事件，网易方面表示，不希望这样而引发矛盾，影响中日关系。但玩家帐号并没有给于恢复。不过最后“干死小日本”的帐号还是恢复了，但是名字被强制改为“名字”两个字加上他的人物ID，这是网易处理玩家违规名称的惯例。到了2008年，网易开放了改名字系统，“干死小日本”又将名字改为“抗日就没错”，一直使用至今。

## 梦幻西游-卡牌对决
《梦幻西游-卡牌对决》是网易开发的电子交换卡片游戏，于2008年10月23日开启不删档内测。